# Districte de Coimbatore
El districte de Coimbatore (tàmil: கோயம்புத்தூர் மாவட்டம்|கோயம்புத்தூர் மாவட்டம்) és una divisió administrativa de l'estat de Tamil Nadu, a l'oest del territori. La capital és Coimbatore, que és la segona ciutat de l'estat després de Chennai de la que està a 497 km (i a 330 de Bangalore capital de Karnataka). El districte té una superfície de 7.649 km² i una població de 4.271.856 habitants (2001).

## Administració
Està formada per tres divisions, cadascuna amb 3 talukes:
- Coimbatore
  - North Coimbatore
  - South Coimbatore
  - Mettupalayam
- Thiruppur
  - Avanashi
  - Thiruppur
  - Palladam
- Pollachi
  - Pollachi
  - Valparai
  - Udumalaipet

| Divisions           | No. de talukes | No. de zones | No. de Firkes | No. de pobles fiscals |
| ------------------- | -------------- | ------------ | ------------- | --------------------- |
| Coimbatore          | 3              | 4            | 15            | 100                   |
| Pollachi            | 3              | 6            | 18            | 225                   |
| Tirupur o Thiruppur | 3              | 4            | 17            | 156                   |
| Total               | 9              | 14           | 50            | 481                   |

## Història
La regió fou governada pels Cola des del segle ix. Al segle xi la regió es va dividir en principats i un cap irula va fundar la ciutat. Els Hoysala Ballala de Mysore li van imposar la sobirania. Pertanyé després (segle XIV) a Vijayanagar i des del segle xvi i a la seva caiguda el 1565 va quedar en mans del seu virrei a Seringapatam que de facto havia quedat independent, però per poc temps, ja que aviat va passar al nayak (virrei) de Madura.
A aquestos la va arrabassar Mysore en una data entre 1667 i 1670 (alguns erudits opinen que més tard però la darrer inscripció d'un nayak de Madura data el 1669). Kaveripuram havia estat atacada el 1644, Satyamangalam conquerida el 1653, Erode i Dharapuram el 1667 i sembla que Chikka Deva Raja, que va morir el 1704, dominava la ciutat i el seu districte. És possible que fos recuperada per Madura però el 1720 s'havia perdut definitivament. No obstant sembla que sota Mysore fou governada per poligars locals, antics feudataris de Madura.
Entre 1760 i 1799 la ciutat va canviar algunes vegades de mans en les guerres entre Mysore i els britànics, i cinc vegades fou teatre de lluites: El 1760 els britànics van ocupar Karur en revenja per l'ajut donat per Haidar Ali als francesos a la zona de Pondicherry, però els oficials del districte van al·legar no saber res dels actes de Haidar Ali (que en aquest temps fou expulsat de Seringapatam) i els britànics es van retirar; el 1768, ocupat Haidar a la costa oest, el coronel Wood va marxar pel districte, el va conquerir i hi ha establir guarnicions, però quan Haidar es va presentar totes les guarnicions es van retirar i les que van resistir foren eliminades al final del mateix any. El 1783 Tipu Sultan estava altre cop ocupat a l'oest i el coronel Lang va entrar al districte i va ocupar Karur i Dharapuram i poc després el coronel Fullarton va passar pel districte per anar a Bangalore i pel camí va ocupar Coimbatore; el final de la guerra va retornar la zona a Mysore; el 1790 el general Medows va ocupar Coimbatore i altres ciutat amb una força considerable i va marxar al pas de Gazalhatti per envair Mysore però el setembre Tipu Sultan va baixar a aquesta zona amb un exèrcit potent, va lluitar amb el coronel Floyd a Satyamangalam i va obligar els britànics a retirar-se, però aquestos van conservar Coimbatore i Karur, la primera de les quals va caure a l'any següent (1791) després d'una defensa heroica i Karur fou retornada després de la pau de 1792. El 1799 els britànics van ocupar el país que després de tantes guerres i de les exaccions dels poligars i de Mysore que suposaven una càrrega fiscal inabastable, estava arruïnat. El districte es va organitzar el 1805. El 1868 es va segregar el territoris dels Nilgiris. Quan Karur fou separada del districte (i unida al districte de Tiruchirappalli) es va formar la taluka de Avinashi. Altres reajustos es van produir el 1927, 1929 i 1956 (especialment en aquest any quan la taluka de Kollegal fou transferida a Mysore); el 1975 i 1979 algunes subtalukes foren elevades a talukes (incloent la subtaluka de Satyamangalam que ja ho havia estat, i les de Perundurai i Mettuppalaiyam) i es va arribar a 12 talukes però el mateix 1979 sis talukes foren segregades per formar el districte d'Erode (Bhavani, Gopichettipalaiyam, Satyamangalam, Erode, Perundurai i Dharapuram) i van quedar sis talukes que després es van convertir en nou per creació de dues de noves i la partició d'un altra en dues.
El districte tenia 20.357 km² i la població era: 
- 1871: 1.763.274
- 1881: 1.657.690
- 1891: 2.004.839
- 1901: 2.201.752

Estava dividit en quatre subdivisions i deu talukes: 
- Coimbatore 
  - Coimbatore
  - Satyamangalam (més tard va agafar el nom de Gopichettipalaiyam)
- Erode
  - Erode
  - Karur
  - Bhavani
  - Dharapuram
- Pollachi
  - Pollachi
  - Palladam
  - Udamalpet
- Kollegal

Cada taluka tenia capital a la ciutat del mateix nom, excepte Satvamangalam, que la tenia a Gopichettipalaiyam. El nombre de pobles del districte era de 1.445

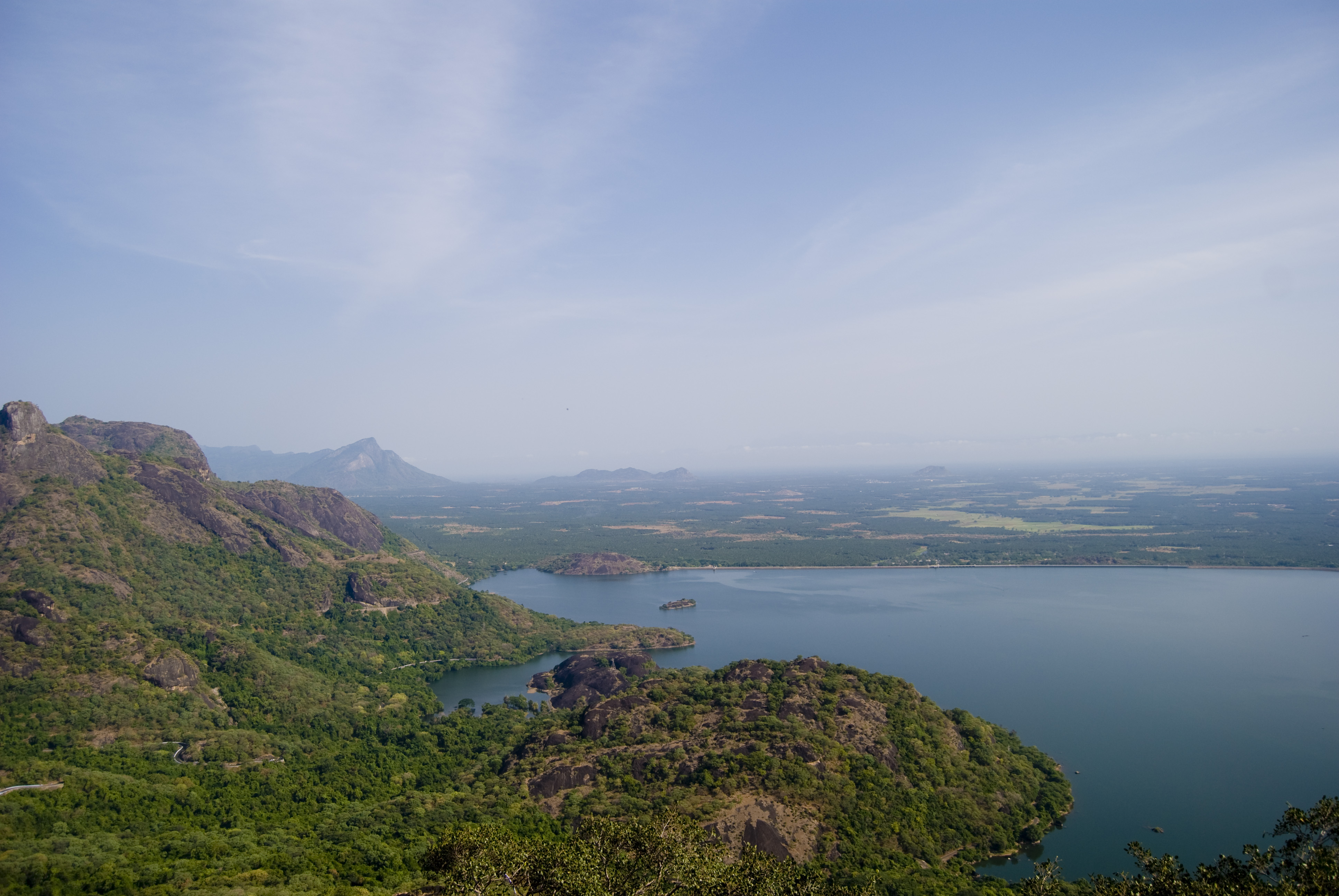
Relleu a Pollachi

## Geografia
Coimbatore es troba a l'oest del Tamil Nadu, a la part coneguda com a Kongu Nadu (o Kongunad), que limita amb Kerala per l'oest. El Palghat Gap, a l'oest, connecta Coimbatore i Palakkad; la resta del districte es troba als Ghats Occidentals amb les muntanyes Nilgiris i els Anaimalais.
Tots els rius corren cap a l'est (excepte el poc important Aliyar) per desaiguar al Cauvery. Els principals són el Bhavani creua el districte d'oest a est i desaigua al Cauvery a Bhavani i el Noyil que passa per Coimbatore (ciutat)

## Ciutats principals (rodalia de Coimbatore)

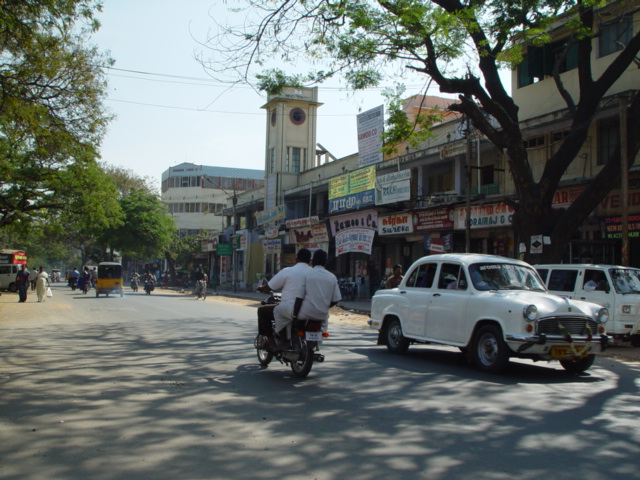
Carrer a la ciutat de Coimbatore

- Pollachi
- Udumalaipet
- Mettupalayam
- Karamadai
- Annur
- Avinashi
- Tirupur
- Sulur